# Sea-Land C2-L-Klasse
Die C2-L-Klasse war eine aus zwei Containerschiffen bestehende Klasse der US-amerikanischen Reederei Sea-Land Corporation. Die zwei Containerschiffsumbauten des MARAD Design C3-S-45a entstanden als Umbauten ehemaliger Stückgutfrachter des Typs C2-S-AJ1 und waren bis in die 1970er Jahre in Fahrt. Eines der Schiffe transportierte als Santa Eliana als erstes Schiff unter der Flagge der Vereinigten Staaten Container ins Ausland und geriet gegen Ende des Vietnamkrieges als Mayaguez bei einer Kaperung durch die Roten Khmer in die Schlagzeilen.

## Geschichte
Beide Schiffe wurden Ende des Zweiten Weltkriegs als herkömmliche Stückgutfrachtschiffe White Falcon und Santa Leonor des Typs C2-S-AJ1 der United States Maritime Commission gebaut und dienten in der Nachkriegszeit ab 1947 als Santa Eliana und Santa Leonor der Reederei Grace Line.
1959/60 ließ die Grace Line beide Schiffe für etwa 6,9 Millionen US-Dollar bei der Maryland Shipbuilding & Drydock Company in Baltimore verlängern und zu Containerschiffen umbauen. Die Planung übernahm dabei George G. Sharp, unter dessen Leitung schon den Umbau der Gateway City durchgeführt worden war. Der geplante Grace Line Seatainer Service von Newark nach La Guayra war zwar der erste Containerdienst aus den Vereinigten Staaten ins Ausland, er begann aber mit massiven Widerständen der südamerikanischen Hafenarbeiter. Die folgenden Verhandlungen führten schließlich dazu, dass die Schiffe nahezu zwei Jahre auflagen, bevor sie den Liniendienst wieder aufnehmen konnten.
1964 wurde das Schiffspaar an die Reederei Sea-Land Corporation veräußert, die sie in Sea und Land umbenannte. Ein Jahr später verkaufte Sea-Land Service beide Schiffe weiter. Der neue Eigner taufte die Schiffe in Mayaguez und Ponce um. Die Mayaguez wurde 1975 beim Rückzug aus Vietnam auf See von den Roten Khmer gekapert und kurz darauf wieder von amerikanischen Truppen befreit. Die Ponce wurde im Jahr 1978 zur Verschrottung verkauft und die Mayaguez folgte ihr im Jahr 1979.

## Die Schiffe
| C2-L-Klasse                  | C2-L-Klasse                                 | C2-L-Klasse | C2-L-Klasse | C2-L-Klasse                                              | C2-L-Klasse                                                            |
| Bauname                      | Bauwerft/Baunummer                          | IMO-Nummer  | Ablieferung | Auftraggeber                                             | Spätere Namen und Verbleib                                             |
| ---------------------------- | ------------------------------------------- | ----------- | ----------- | -------------------------------------------------------- | ---------------------------------------------------------------------- |
| Santa Leonor                 | North Carolina Shipbuilding, Wilmington/118 | 5312317     | 1944        | United States War Shipping Administration, San Francisco | Land, Ponce, 1978 verschrottet                                         |
| White Falcon                 | North Carolina Shipbuilding, Wilmington/114 | 5312044     | 1944        | United States War Shipping Administration, San Francisco | Santa Eliana, Sea, Mayaguez, ab 27. Mai 1979 in Kaohsiung verschrottet |
| Daten: Equasis, grosstonnage |                                             |             |             |                                                          |                                                                        |